# Sphaerostigma gauriflorum
Sphaerostigma gauriflorum là một loài thực vật có hoa trong họ Anh thảo chiều. Loài này được (Torr. & A. Gray) Walp. miêu tả khoa học đầu tiên năm 1843.